# Pamela Villalba
Pamela Carolina Villalba Garrido (Santiago, 21 de junio de 1975) es una actriz y médica veterinaria chilena. 

## Biografía
Nació el 21 de junio de 1975 en Santiago. Hija de César Villalba y Julia Garrido. Tiene tres hermanos; Andrea, Bárbara y Sergio. Ingresó a la Escuela Teatro Imagen, egresado en 1997. Posteriormente, cursó la carrera de Medicina veterinaria en Universidad de Las Américas, titulándose en 2018.
Debutó en 1996 en la teleserie Loca piel con un rol secundario. En 1997 obtuvo su primer rol importante en Tic tac, interpretando a Dominique Aldunate. Sin embargo, no fue hasta 1998 cuando la llamaron de Canal 13 para interpretar el rol que la consagraría como actriz en la exitosa teleserie Marparaiso, donde encarnó a Valeria, una joven anoréxica que, a pesar de que es súper flaca, se obsesiona por verse y estar bonita, y de tener la aceptación de los demás y la propia. Con este rol la actriz recibió muchos aplausos por parte de sus colegas y del público, desde entonces siguió interpretando papeles claves, como en Fuera de control, Cerro Alegre, Corazón pirata, Buen partido y Machos, hasta que en 2004, tras 6 años en Canal 13, decide volver a TVN para participar en la primera teleserie nocturna Ídolos. Después del final de Ídolos regresa a Canal 13 para participar en Quiero.
También, ha participado en miniseries y sitcoms como Mi abuelo mi nana y yo, La vida es una lotería, Tiempo final: en tiempo real, Casado con hijos. 
En 2006, tras 10 años de carrera ininterrumpida, decide darle una pausa a su carrera para tomarse un año sabático completo y retornar su carrera en 2008 con una participación especial en Teatro en Chilevisión.
Actualmente, está retirada temporalmente de la televisión, dedicándose al teatro y a su carrera como médico veterinario.

## Vida personal
Pamela Villalba es pareja del actor Remigio Remedy. Ambos tienen dos hijos en común: Amaranta y Kai. Su hija Luna, es producto de una relación anterior.

## Televisión
| Año  | Título           | Personaje                     | Cadena              |
| ---- | ---------------- | ----------------------------- | ------------------- |
| 1995 | Estúpido cupido  | Pamela                        | Televisión Nacional |
| 1995 | Juegos de fuego  | —                             | Televisión Nacional |
| 1996 | Loca piel        | Yolanda Peña                  | Televisión Nacional |
| 1997 | Tic Tac          | Dominique Aldunate            | Televisión Nacional |
| 1998 | Marparaíso       | Valeria Prado                 | Canal 13            |
| 1999 | Fuera de control | Mariana Torres                | Canal 13            |
| 1999 | Cerro Alegre     | Malú Márquez / Ofelia del Sol | Canal 13            |
| 2000 | Corazón Pirata   | Margarita Leiva               | Canal 13            |
| 2002 | Buen Partido     | Vanessa ''Lulú''              | Canal 13            |
| 2003 | Machos           | Tatiana Romero                | Canal 13            |
| 2004 | Quiero           | Fernanda Sarmiento            | Canal 13            |
| 2004 | Ídolos           | Monella Psyco                 | Televisión Nacional |
| 2013 | Mamá mechona     | Dolores ''Loló''              | Canal 13            |

#### Series
- Mea Culpa (TVN, 1994) - Natalia
- Mi Abuelo mi nana y yo (TVN, 1998) - Valeria
- Tiempo final: en tiempo real (TVN, 2005) - Andrea
- La vida es una lotería (TVN, 2003-2006) - Cata / Gladys / Michelle
- Casado con hijos (Mega, 2006 - Chantal Müller
- Lo que callamos las mujeres, Chilevisión, (2014), (2017) - Ana

#### Programas
- 2008: Teatro en Chilevisión (Chilevisión) - Norma
- 2022: La divina comida (Chilevisión) - Ella misma
- 2024: ¡Ahora caigo! (Televisión Nacional) - Ella misma